# Куплонга
 Куплонга  — деревня в Килемарском районе Республики Марий Эл. Входит в состав Юксарского сельского поселения.

## География
Находится в западной части республики Марий Эл на расстоянии приблизительно 43 км по прямой на юг-юго-восток от районного центра посёлка Килемары.

## История
Образована в результате расширения уже опустевшей к нынешнему времени деревни Куплонга. В 1915 году в деревне Большая Куплонга Отарской волости числилось 37 дворов, проживали 179 человек. В 1927 году в 52 дворах проживали 236 человек, в 1933 году 200 человек, в 1939 году — 242, в 1957 году — 237, в 1967 году — 235, в 1973 году в 53 хозяйствах числилось 202 жителя. В советское время работал колхоз имени Сталина.

## Население
Население составляло 126 человек (мари 91 %) в 2002 году, 111 в 2010.